# Diocesi di Vanimo
La diocesi di Vanimo (in latino Dioecesis Uanimitana) è una sede della Chiesa cattolica in Papua Nuova Guinea suffraganea dell'arcidiocesi di Madang. Nel 2022 contava 41.266 battezzati su 123.391 abitanti. È retta dal vescovo Francis Meli.

## Territorio
La diocesi comprende parte della provincia di Sandaun sull'isola di Nuova Guinea.
Sede vescovile è la città di Vanimo, dove si trova la procattedrale della Santa Croce.
Il territorio è suddiviso in 23 parrocchie.

## Storia
La prefettura apostolica di Vanimo fu eretta il 13 settembre 1963 con la bolla Omnium Ecclesiarum di papa Giovanni XXIII, ricavandone il territorio dal vicariato apostolico di Aitape (oggi diocesi).
Il 15 novembre 1966 la prefettura apostolica è stata elevata a diocesi con la bolla Laeta incrementa di papa Paolo VI.

## Cronotassi dei vescovi
Si omettono i periodi di sede vacante non superiori ai 2 anni o non storicamente accertati.
- Paschal Sweeney, C.P. † (20 settembre 1963 - 22 settembre 1979 dimesso)
- John Etheridge, C.P. † (24 aprile 1980 - 7 febbraio 1989 dimesso)
  - Sede vacante (1989-1991)
- Cesare Bonivento, P.I.M.E. (21 dicembre 1991 - 5 febbraio 2018 ritirato)
- Francis Meli, dal 5 febbraio 2018

## Statistiche
La diocesi nel 2022 su una popolazione di 123.391 persone contava 41.266 battezzati, corrispondenti al 33,4% del totale.
| anno | popolazione | popolazione | popolazione | presbiteri | presbiteri | presbiteri | presbiteri                | diaconi | religiosi | religiosi | parrocchie |
| anno | battezzati  | totale      | %           | numero     | secolari   | regolari   | battezzati per presbitero | diaconi | uomini    | donne     | parrocchie |
| ---- | ----------- | ----------- | ----------- | ---------- | ---------- | ---------- | ------------------------- | ------- | --------- | --------- | ---------- |
| 1969 | 4.658       | 35.643      | 13,1        | 10         | 1          | 9          | 465                       |         | 12        | 4         | 8          |
| 1980 | 8.500       | 39.550      | 21,5        | 9          |            | 9          | 944                       |         | 13        | 9         | 9          |
| 1990 | 14.570      | 59.600      | 24,4        | 9          |            | 9          | 1.618                     |         | 19        | 5         | 9          |
| 1999 | 27.000      | 90.000      | 30,0        | 21         | 6          | 15         | 1.285                     |         | 23        | 21        | 10         |
| 2000 | 27.800      | 91.800      | 30,3        | 24         | 6          | 18         | 1.158                     | 1       | 27        | 25        | 12         |
| 2001 | 28.860      | 92.900      | 31,1        | 22         | 6          | 16         | 1.311                     |         | 19        | 21        | 10         |
| 2002 | 27.800      | 91.800      | 30,3        | 22         | 5          | 17         | 1.263                     |         | 21        | 22        | 11         |
| 2003 | 28.750      | 93.200      | 30,8        | 26         | 6          | 20         | 1.105                     |         | 24        | 30        | 11         |
| 2004 | 32.000      | 95.000      | 33,7        | 26         | 7          | 19         | 1.230                     |         | 23        | 29        | 11         |
| 2010 | 38.177      | 104.000     | 36,7        | 26         |            | 26         | 1.468                     |         | 27        | 20        | 15         |
| 2014 | 35.500      | 101.000     | 35,1        | 21         | 3          | 18         | 1.690                     |         | 20        | 21        | 13         |
| 2017 | 38.476      | 114.220     | 33,7        | 36         | 14         | 22         | 1.068                     |         | 22        | 24        | 13         |
| 2020 | 38.911      | 113.191     | 34,4        | 23         | 6          | 17         | 1.691                     |         | 18        | 23        | 19         |
| 2022 | 41.266      | 123.391     | 33,4        | 23         | 6          | 17         | 1.794                     |         | 18        | 24        | 23         |